# Distretto di Carmen Salcedo
Il distretto di Carmen Salcedo è uno dei ventuno distretti della provincia di Lucanas, in Perù. Si trova nella regione di Ayacucho e si estende su una superficie di 473,66 chilometri quadrati.

Istituito il 28 dicembre 1943, ha per capitale la città di Andamarca; nel censimento del 2005 contava 1.768 abitanti.